# 오구라 유이
오구라 유이(일본어: 小倉 唯, 1977년 8월 15일~)는 군마 현 미도리 시 출신의 여자 성우, 팝 아이돌, 가수, 배우이다. 이시하라 카오리와 함께 하는 아이돌 듀오 유이카오리의 멤버이며,, 마츠나가 마호, 노토 아리사, 이시하라 카오리로 구성된 아이돌 유닛 StylipS의 구성원이다. 또한, 일본의 팝 그룹 'Happy! Style Rookies'의 일원이기도 하다. 2012년에 애니메이션 칸피오네!의 엔딩인, 그녀의 첫 싱글 "Raise"로 솔로가수 인생을 시작했으며, 해당 곡은 오리콘 랭킹 8위에 올랐다. 다른 캐릭터송 또한 오리콘 랭킹에 올랐다. 시그마 세븐 소속이다. 애니메이션 여성그룹 RO-KYU-BU!의 멤버이다.

## 출연작품

### 애니메이션
2009년
- 꿈빛 파티시엘 (민트, 코이즈미 린고)

2010년
- .hack//Quantum (허미트)
- 회장님은 메이드사마! (유키무라 루리, 소녀B, 여동생)
- 내 여동생이 이렇게 귀여울 리가 없어 (고코 타마키)
- 꿈빛 파티시엘 프로페셔널 (민트)

2011년
- C³ (닌교하라 쿠로에)
- 하느님의 메모장 (앨리스)[7]
- 마요치키! (초코)
- 로큐브! (하카마다 히나타)[8]

2012년
- 아쿠에리온 EVOL (트룰 유노하)
- 챔피언! (아테나)
- 하이 스쿨 DxD (카타세)
- 빙과 (젠나 카요)
- 사키 아치가 편 (온조지 토키)
- 츠리타마 (사쿠라)
- 오다 노부나의 야망 (한베이 타케나카)
- 이 중에 1명, 여동생이 있다! (호쇼 유즈리나)
- 사쿠라장의 애완 그녀 (칸다 유코)

2013년
- 야마노스스메 (코코노아)
- 변태왕자와 웃지 않는 고양이 (츠츠카쿠시 츠키코)
- 로큐브! SS (하카마다 히나타)
- 하이 스쿨 DxD New (카타세)
- 초차원게임 넵튠 (롬)
- 내 여동생이 이렇게 귀여울 리가 없어。 (고코 타마키)
- 기교소녀는 상처받지 않아 (코무라사키)

2014년
- 최근, 여동생의 상태가 조금 이상한 것 같다만 (코토부키 히요리)
- Z/X Ignition (카가미하라 아즈미)
- 블랙 불릿 (후세 미도리)
- 야마노스스메 세컨드 시즌 (아오바 코코나)
- 크로스 앙쥬 천사와 용의 윤무 (크리스)
- 걸 프렌드 베타 (아사히나 모모코)

2015년
- 도그 데이즈 (아리아)

2017년
- 디지털 갤즈 (하카마다 히나타)

2018년
- 장난을 잘 치는 타카기 양 (사나에)
- 허긋토! 프리큐어 (카가야키 호마레/큐어 에투알)
- 기숙학교의 줄리엣 (왕 테리아)

2019년
- 장난을 잘 치는 타카기 양 2기 (사나에)

2020년
- 프린세스 커넥트! Re:Dive (쿄우카)

### 극장판 애니메이션
2020년
- 고블린 슬레이어: 고블린즈 크라운 (여신관)

2024년
- 우마무스메 PRETTY DERBY 새로운 시대의 문 (맨해탄 카페)

2025년
- 극장판 프로젝트 세카이 부서진 세카이와 전해지지 않는 미쿠의 노래 (하나사토 미노리)

### 게임
- 초차원게임 넵튠 Mk2 (롬)
- 초차원게임 넵튠 빅토리 (롬)
- 압도적유희 무겐소울즈 (샤루루)
- 도쿄 바벨 (신)
- 이스: 셀세타의 수해 (칸리리카)
- Fate/Extra CCC (패션립)
- 성마도이야기 (푸푸루)
- 함대컬렉션 (아마츠카제)
- 밀리언아서 (니무에)
- 걸 프렌드 베타 (아사히나 모모코)
- 앙상블 걸스! (츠유리 핫사쿠)
- 드래곤네스트 (엘티아)
- 스쿨걸 스트라이커즈(나모리 마나)
- 디지털 갤즈 - 토모카 스타 얼라이즈 (하카마다 히나타)
- 소녀전선 - M200, 데저트 이글
- 프린세스 커넥트! Re:Dive (쿄우카)

## 디스코그래피
참가 유닛에서의 음악활동은 유이카오리, RO-KYU-BU!, StylipS의 문단도 참조.

### 싱글
| #   | 발매일          | 제목                  | 규격품번   | 규격품번  |
| #   | 발매일          | 제목                  | 기간한정반 | 통상반    |
| --- | --------------- | --------------------- | ---------- | --------- |
| 1   | 2012년 7월 18일 | Raise                 | KICM-91397 | KICM-1397 |
| 2   | 2013년 5월 8일  | Baby Sweet Berry Love | KICM-91442 | KICM-1442 |
| 3   | 2014년 1월 29일 | Charming Do!          | KICM-91493 | KICM-1493 |
| 4   | 2014년 8월 13일 | Tinkling Smile        | KICM-91526 | KICM-1526 |
| 5   | 2015년 8월 12일 | Honey♥Come!!          | KICM-91607 | KICM-1608 |
| 6   | 2016년 5월 18일 | 하이터치☆메모리       | KICM-91667 | KICM-1668 |
| 7th | 2016년 11월 2일 | Future Strike         | KICM-91724 | KICM-1725 |
| 8th | 2018년 3월 14일 | 하얗게 피는 꽃        | KICM-91834 | KICM-1834 |
| 9th | 2018년 7월 25일 | 영원소년              | KICM-91856 | KICM-1857 |

### 음반
| #   | 발매일          | 제목            | 규격품번   | 규격품번   | 규격품번  |
| #   | 발매일          | 제목            | CD+BD반    | CD+DVD반   | 통상반    |
| --- | --------------- | --------------- | ---------- | ---------- | --------- |
| 1   | 2015년 3월 25일 | Strawberry JAM  | KIZC-276/7 | KIZC-278/9 | KICS-3174 |
| 2nd | 2017년 7월 26일 | Cherry Passport | KIZC-386/7 | KIZC-388/9 | KICS-3496 |

### 타이업
| 노래                  | 타이업                                                                     | 시기   |
| --------------------- | -------------------------------------------------------------------------- | ------ |
| Raise                 | TV 애니메이션 《캄피오네!: 받들지 않는 신들과 신을 죽이는 마왕》 엔딩 테마 | 2012년 |
| Raise                 | TV 도쿄 《애니송 플러스》 7월 오프닝 테마                                  | 2012년 |
| Baby Sweet Berry Love | TV 애니메이션 《변태왕자와 웃지 않는 고양이》 엔딩 테마                    | 2013년 |
| 부탁해Be with you     | 게임 《변태왕자와 웃지 않는 고양이》 엔딩 테마                             | 2013년 |
| Charming Do!          | TV 애니메이션 《최근, 여동생의 상태가 조금 이상한 것 같다만》 엔딩 테마    | 2014년 |
| Tinkling Smile        | TV 애니메이션 《야노스스메 세컨드 시즌》 엔딩 테마                         | 2014년 |
| Honey♥Come!!          | TV 애니메이션 《조카 마을의 단델리온》 엔딩 테마                           | 2015년 |

### 유닛
- 오구라 유이 with 푸루푸루야~앙(오구라 유이, 노토 아리사, 미사와 사치카)
- 팀DEKARIS(오구라 유이, 이시하라 카오리, 마츠나가 마호, 노토 아리사)
  - 사랑의 데카리스(2009년 12월 17일)
- 유이카오리(오구라 유이, 이시하라 카오리)
- RO-KYU-BU!(하나자와 카나, 이구치 유카, 히카사 요코, 히다카 리나, 오구라 유이)
- StylipS(이시하라 카오리, 노토 아리사, 마츠나가 마호, 오구라 유이, ~ 2013년 4월 24일)

### 참가작품
| 발매일    | 제목                                                                                     | 명의 | 노래                                                                      | 타이업                                                                    |
| 2011년    | 2011년                                                                                   | 2011년 | 2011년                                                                    | 2011년                                                                    |
| --------- | ---------------------------------------------------------------------------------------- | --- | ------------------------------------------------------------------------- | ------------------------------------------------------------------------- |
| 9월 7일   | 하느님의 메모장 캐릭터송 vol.1 앨리스                                                    | 앨리스(오구라 유이) | 〈그대가 여기에 올 2, 3가지의 이유〉 〈그 어둠의 저 편까지〉              | TV 애니메이션 《하느님의 메모장》 캐릭터 송                               |
| 9월 14일  | 로큐브! 캐릭터 CD4 하카마다 히나타                                                       | 하카마다 히나타(오구라 유이) | 〈친구 핑크〉                                                             | TV 애니메이션 《로큐브!》 캐릭터 송                                       |
| 9월 14일  | 로큐브! 캐릭터 CD4 하카마다 히나타                                                       | 오구라 유이 imaging 하카마다 히나타 | 〈SHOOT! (No.8 MIX)〉                                                     | TV 애니메이션 《로큐브!》 캐릭터 송                                       |
| 9월 21일  | 마요치키! 캐릭터송 음반 마요우타!                                                        | 코노에 스바루(이구치 유카), 스즈츠키 카나데(키타무라 에리), 우사미 마사무네(이세 마리야), 나루미 나쿠루(아스미 카나), 마리아(코와타니 나츠코), 밀크(이시하라 카오리), 초코(오구라 유이) | 〈Happy Happy Birthday〉                                                  | TV 애니메이션 《마요치키!》 삽입곡                                        |
| 11월 23일 | 하느님의 메모장 앨리스의 근로 감사를 참고 견디는 CD                                      | 앨리스(오구라 유이) | 〈바뀌는 미래 (앨리스ver.)〉                                              | TV 애니메이션 《하느님의 메모장》 캐릭터 송                               |
| 11월 30일 | 로큐브! 인터벌2                                                                          | 하카마다 히나타(오구라 유이) | 〈너무 좋아 후와와〉                                                      | TV 애니메이션 《로큐브!》 캐릭터 송                                       |
| 2012년    |                                                                                          | |                                                                           |                                                                           |
| 1월 25일  | C³ -시큐브 캐릭터송 음반                                                                 | 닌교하라 쿠로에(오구라 유이) | 〈흑발유의. 와자아리!〉                                                   | TV 애니메이션 《C³ -시큐브-》 캐릭터송                                    |
| 5월 23일  | 아쿠에리온EVOL 이브의 시편                                                               | 유노하 스루르(오구라 유이) | 〈유노하의 숲〉                                                           | TV 애니메이션 《아쿠에리온EVOL》 엔딩 테마                                |
| 6월 27일  | 초차원 게임 넵튠 듀엣 시스터즈 송 Vol.3                                                  | 롬(오구라 유이), 램(이시하라 카오리) | 〈둘이서 하나〉                                                           | 게임 《초차원 게임 넵튠》 캐릭터 송                                       |
| 6월 27일  | 초차원 게임 넵튠 듀엣 시스터즈 송 Vol.3                                                  | 롬(오구라 유이) | 〈하트를 이어서〉                                                         | 게임 《초차원 게임 넵튠》 캐릭터 송                                       |
| 9월 19일  | 오다 노부나의 야망 가희04 Music of the different world 타케나가 한베에/본텐 마루         | 타케나가 한베에(오구라 유이) | 〈자상하게, 대해줬으면 해.〉                                              | TV 애니메이션 《오다 노부나의 야망》 캐릭터 송                            |
| 10월 24일 | 사키-Saki- 아지하편 episode of side-A 캐릭터 송 vol.6 One Vision                         | 온조지 토키(오구라 유이) | 〈One Vision〉 〈동서남북☆우치다오레☆월드ver.토키〉                       | TV 애니메이션 《사키-Saki- 아지하편 episode of side-A》 캐릭터 송         |
| 11월 21일 | 이 중에 1명, 여동생이 있다! 캐릭터 송 vol.6                                              | 호쇼 유즈리나(오구라 유이) | 〈Actress Game!〉 〈버진 로드에서 기다리고 있어줘! (호쇼 유즈리나 ver.)〉 | TV 애니메이션 《이 중에 1명, 여동생이 있다!》 캐릭터 송                   |
| 2013년    |                                                                                          | |                                                                           |                                                                           |
| 2월 27일  | 이 중에 1명, 여동생이 있다! 새로ㅡ녹음한 캐릭터 송 CD6 호쇼 유즈리나                     | 호쇼 유즈리나(오구라 유이) | 〈Heavenly Lover〉 〈Dance on the Solitude〉                              | TV 애니메이션 《이 중에 1명, 여동생이 있다!》 캐릭터 송                   |
| 3월 27일  | 사키-Saki-아지하편 episode of side-A 캐릭터 송 베스트 음반 THE 꿈의 히트 스퀘어 아지하편 | 온조 지토키(오구라 유이) | 〈One Vision〉                                                            | TV 애니메이션 《사키-Saki- 아지하편 episode of side-A》 캐릭터 송         |
| 6월 26일  | 변태왕자와 웃지 않는 고양이 Blu-ray 1권 특전CD                                           | 츠츠카쿠시 츠키코(오구라 유이) | 〈변태씨의 제안〉                                                         | TV 애니메이션 《변태왕자와 웃지 않는 고양이》 캐릭터 송                   |
| 8월 14일  | 로큐브!SS Character Songs 05 하카마다 히나타                                             | 하카마다 히나타(오구라 유이) | 〈볼 밋 걸〉                                                              | TV 애니메이션 《로큐브!SS》 캐릭터 송                                     |
| 8월 14일  | 로큐브!SS Character Songs 05 하카마다 히나타                                             | 오구라 유이 imaging 하카마다 히나타 | 〈Get goal! (No.8 MIX)〉                                                  | TV 애니메이션 《로큐브!SS》 캐릭터 송                                     |
| 11월 20일 | 확산성 밀리언 아서 캐릭터 송 2 니무에                                                    | 니무에(오구라 유이) | 〈슈뢰딩거 하트〉                                                         | 게임 《확산성 밀리언 아서》 캐릭터 송                                     |
| 11월 27일 | 돌아라!세츠겟카                                                                          | 우타구미 세츠겟카 [야야(히라다 히토미), 히로리(카야노 아이), 코무라 사키(오구라 유이)]                                                                                                  | 〈돌아라!세츠겟카〉                                                       | TV 애니메이션 《기교소녀는 상처받지 않아》 엔딩 테마                      |
| 11월 27일 | 돌아라!세츠겟카                                                                          | 우타구미 세츠겟카 [야야(히라다 히토미), 히로리(카야노 아이), 코무라 사키(오구라 유이)]                                                                                                  | 〈꿈을 꿈 선라이즈〉                                                      | TV 애니메이션 《기교소녀는 상처받지 않아》 캐릭터 송                      |
| 12월 25일 | 기교소녀는 상처받지 않아 Blu-ray&DVD Vol.1 초회생산특전 스페셜 송 CD                     | 우타구미 세츠겟카 [야야(히라다 히토미), 히로리(카야노 아이), 코무라 사키(오구라 유이)]                                                                                                  | 〈마음=헐레이션〉                                                         | TV 애니메이션 《기교소녀는 상처받지 않아》 캐릭터 송                      |
| 12월 25일 | 기교소녀는 상처받지 않아 Blu-ray&DVD Vol.1 초회생산특전 스페셜 송 CD                     | 코무라 사키(오구라 유이) | 〈돌아라!세츠겟카〉                                                       | TV 애니메이션 《기교소녀는 상처받지 않아》 캐릭터 송                      |
| 2014년    |                                                                                          | |                                                                           |                                                                           |
| 1월 25일  | Fate/EXTRA CCC 루너틱 스테이션2013                                                       | 패션립(오구라 유이) | 〈dreamin’〉                                                              | 게임 《Fate/EXTRA CCC》 캐릭터 송                                         |
| 2월 12일  | BINKAN♡어텐션                                                                            | 칸자키 미츠키(하시모토 치나미), 코토부키 히요리(오구라 유이), 키리타니 유키나(카네모토 히사코)                                                                                          | 〈BINKAN♡어텐션〉                                                         | TV 애니메이션 《최근, 여동생의 상태가 조금 이상한 것 같다만》 오프닝 테마 |
| 4월 2일   | 성검사의 금주영창 이미지 송 미니음반                                                     | 시몬 마야(오구라 유이) | 〈가짜★엔젤릭 스마일〉                                                    | 애니메이션 《성검사의 금주영창》 캐릭터 송                                |
| 4월 23일  | 47도도부견R “원”더블 송                                                                  | 군마견(오구라 유이) | 〈무궁화 꽃이 피었습니다〉                                                | TV 애니메이션 《47도돔수견R》 캐릭터 송                                   |
| 4월 25일  | 최근, 여동생의 상태가 이상한 것 같다만 BD 제2권 특전CD                                   | 코토부키 히요리(오구라 유이) | 〈사랑해줘!Lovey♡Dovey〉                                                  | TV 애니메이션 《최근, 여동생의 모습이 조금 이상한 것 같다만》 캐릭터 송   |
| 8월 27일  | 최근, 여동생의 모습이 이상한 것 같다만 BD 제6권 특전CD                                   | 칸자키 미츠키(하시모토 치나미), 코토부키 히요리(오구라 유이) | 〈둘이라면 괜찮아!〉                                                      | TV 애니메이션 《최근, 여동생의 모습이 조금 이상한 것 같다만》 캐릭터 송   |
| 9월 26일  | 여름색 프레젠트                                                                          | 아오이(이구치 유카), 히나타(아스미 카나), 카에데(히카사 요코), 코코나(오구라 유이) | 〈여름색 프레젠트〉                                                       | TV 애니메이션 《야마노스스메 세컨드 시즌》 오프닝 테마                    |
| 2015년    |                                                                                          | |                                                                           |                                                                           |
| 1월 21일  | 걸프렌드(베타) BD · DVD 제1권 특전CD                                                     | 뉴런★크림 소프트 [카제마치 하루카(하야미 사오리), 쿠로카와 나기코(고토 사오리), 요모기다 스미레(이가라시 히로미), 아사히나 모모코(오구라 유이), 에토 쿠루미(스자키 아야)]               | 〈즐거운 두근거림〉                                                       | TV 애니메이션 《걸프렌드(베타)》 오프닝 테마                              |
| 2월 25일  | 걸프렌드(베타) BD · DVD 제2권 특전CD                                                     | 아사히나 모모코(오구라 유이) | 〈울려라!도레미♪〉                                                        | TV 애니메이션 《걸프렌드(베타)》 캐릭터 송                                |
| 3월 11일  | 마그마 이데아                                                                            | fortuna [란조 삿키(타케타츠 아야나), 우루시바라 시즈노(유키 아오이), 시몬 마야(오구라 유이), 모모치 하루카(우치다 마아야)]                                                              | 〈마구나 이데아〉                                                         | TV 애니메이션 《성검사의 금주영창》 엔딩 테마                             |
| 4월 8일   | 성검사의 금주영창 구세주들의 선율4                                                       | 시몬 마야(오구라 유이) | 〈운명★크리스털리제이션〉                                                 | TV 애니메이션 《성검사의 금주영창》                                       |

### 참가 라이브
- Animelo Summer Live2011-2015(사이타마 슈퍼 아레나)